# 八魯灣之戰
八魯灣之戰是花剌子模對蒙古戰爭中唯一勝仗，發生於1221年。
发生在阿富汗加茲尼附近的小村莊八魯灣，花剌子模指挥官是札蘭丁，蒙古方面則是失吉忽禿忽。蒙古軍約七萬人，其中大部分是騎兵，札蘭丁的兵力則達到了四萬人，大多為步兵，其中有三萬多人來自阿富汗。
戰鬥發生在一個狹窄的山谷，不適合騎兵行動，第一天花剌子模派出弓箭手且指示下馬，兵分兩翼放箭擊退蒙古軍，而蒙古軍則因地形狹窄無法使出戰術，第二天蒙古軍試圖以草人誘敵但沒有成功，第三天蒙古軍在花剌子模放箭時詐敗撤去，成功誘敵反攻殺了五百人，但札蘭丁見狀便上前線追擊蒙古軍，以致蒙古軍敗退並折損一半以上的兵力。但在戰後當晚札蘭丁的岳父和阿富汗酋長起內鬨，爭論誰來養一匹在戰鬥中發現的蒙古白馬，札蘭丁支持其岳父，之後軍隊分裂，許多阿富汗人都離開了，第二天札蘭丁向東撤退，隨後被成吉斯汗派出更強勁的追兵所迫逃亡印度。

## 註腳
1. ↑  Dupuy & Dupuy 1993，第366頁.
2. ↑  Şahin. M. A "Resurrectıon Story: War Of Parwan", Turkish Studies – International Periodical for the Languages, Literature and History of Turkish or Turkic, ISSN: 1308-2140, Volume 11/16 Fall 2016,
3. ↑  De Hartog 2004.
4. ↑  Mclynn, Frank (2015). Genghis Khan His Conquests, His Empire, His Legacy. Da Capo Press. p. 306. ISBN 978-0-306-82396-1.